# 劉嘉
劉 嘉（りゅう か、? - 39年）は、中国の新代から後漢時代初期の武将・政治家。字は孝孫。荊州南陽郡蔡陽県（湖北省棗陽市）の人。曾祖父は舂陵侯劉熊渠。祖父は舂陵侯劉仁。父は劉憲。後漢の光武帝（劉秀）の曾祖父の劉外は劉熊渠の弟にあたるため、光武帝の族兄にあたる。子は劉廧・劉参。従兄弟（伯父の劉敞の子）は劉祉。妻の兄は来歙。新末後漢初における漢宗室出身の武将。

## 事跡

### 反新蜂起
| 姓名           | 劉嘉                                                                                |
| 時代           | 新代 - 後漢時代                                                                     |
| 生没年         | 生年不詳 - 39年（建武15年）                                                         |
| 字・別号       | 孝孫（字）                                                                          |
| 本貫・出身地等 | 荊州南陽郡蔡陽県                                                                    |
| 職官           | 〔平林軍部将〕→偏将軍〔更始〕 →大将軍〔更始〕 →扶威大将軍〔更始〕 →千乗太守〔後漢〕 |
| 爵位・号等     | 興徳侯〔更始〕→漢中王〔更始〕 →順陽懐侯〔後漢〕                                     |
| 陣営・所属等   | 劉縯→陳牧→更始帝 →〔独立勢力〕→光武帝                                               |
| 家族・一族     | 父：劉憲 伯父：劉敞 子：劉廧（黄李侯）、劉参（南郷侯） 従兄弟：劉祉 妻の兄：来歙    |

劉嘉は幼くして父親を亡くし、一族である劉秀（後の光武帝）の父の劉欽にわが子のように養われた。後に、劉嘉は劉縯（劉秀の兄）と共に長安に遊学し、『尚書』『春秋』を学んだ。その性格は仁慈に厚かったという。
地皇3年（22年）11月、劉縯が新王朝への蜂起を計画し、劉嘉は劉縯の指示で新市軍の王匡、平林軍の陳牧の下に使者として赴き、劉縯らの舂陵軍と連合させた。この時、劉嘉は、劉玄（後の更始帝）に従ったとあり、平林軍に従軍したようである。年末の小長安聚（南陽郡育陽県）の戦いで連合軍が新軍に敗北した際に、劉嘉は妻子を失った。

### 漢中攻防戦
更始元年（23年）2月、劉玄が更始帝として即位すると、劉嘉は偏将軍に任命された。同年6月、劉縯に従って宛（南陽郡）を攻略し、劉嘉は興徳侯に封じられ、大将軍に昇進した。さらに冠軍（南陽郡）で延岑を降している。更始2年（24年）2月、更始帝が長安に遷都すると、劉嘉は漢中王にして扶威大将軍となり、任地である漢中に就国した。この時、劉嘉は南鄭（漢中郡）を都として数十万の兵を擁する一大勢力となった。
建武2年（26年）、延岑が劉嘉に反逆して南鄭を包囲し、劣勢になった劉嘉は南鄭から武都郡へ敗走した。延岑は武安王を自称し、劉嘉を追撃して武都に入ったが、旧更始政権の柱功侯李宝に迎撃されて敗北し、天水郡に逃走した。一方の劉嘉は、武都で敗軍を収拾し、李宝を相として味方に加えて態勢を立て直す。そして延岑に代わって南鄭を占領した成家の公孫述の部将侯丹を攻撃したが、攻略できず、河池・下弁（いずれも武都郡の県）に撤退した。
その後劉嘉は、延岑との激しい角逐戦を開始する。延岑が散関から三輔に入ると、劉嘉もこれを追撃して三輔に入り、陳倉（右扶風。長安の西方）で延岑軍を撃破した。延岑が杜陵（京兆尹。長安の東南）へ敗走すると、劉嘉は長安の西北部へ向けて進軍する。そこへ、赤眉軍に降伏していた旧更始政権の穣王廖湛が18万の大軍で劉嘉を攻撃してきた。劉嘉は廖湛を谷口（左馮翊）で撃破し、自らの手で廖湛を斬り殺している。この後、劉嘉はさらに北進して、雲陽（左馮翊）に駐屯した。この時期、『後漢書』の記述によれば、延岑と李宝は同盟し、杜陵にて赤眉軍の逄安を撃ち破っている。

### 漢に降伏
光武帝（劉秀）の大司徒鄧禹の西征を聞きつけた李宝らは、兵を擁して守りを固め、劉嘉に成り行きを見極めるべきと進言した。しかし、この状況を聞き知った光武帝は、劉嘉は勤勉善良で若くから親愛した間柄で、敵対するような行為は長安の軽薄児（＝李宝）が誤らせたのだと鄧禹に伝え、鄧禹はそれをさらに劉嘉に伝えた。劉嘉は、妻の兄に当たる来歙の進言を受け、来歙を仲介にして鄧禹に降伏した。
建武3年（27年）、劉嘉は来歙と共に洛陽に至り、漢軍の征伐に従って、千乗太守に任命された。建武6年（30年）、病のため骸骨を乞い、洛陽に召還されている。建武13年（37年）、順陽侯に封じられた。
建武15年（39年）、劉嘉は死去し、「懐侯」と諡された。嫡子の劉参が後を継いだが、南郷侯に転封された。